# Roby Seidel
Roby Seidel (* 16. August 1942; †  3. Januar 2014) war ein Schweizer Saxophonist, Arrangeur, Dirigent und Komponist, der in der Jazzszene von Genf aktiv war.
Seidel stammte aus einer Musikerfamilie und lernte zunächst Bratsche, dann Kornett, bevor er zum Saxophone wechselte und am Conservatoire de Genève studierte. Mit 18 Jahren spielte er im Grand Orchestre de jazz von Paul Thommen, dessen Leitung er später übernahm. Mit dieser Bigband trat er auf dem Montreux Jazz Festival 1973 auf (Mitschnitt im selben Jahr bei Evasion). Ab 1975 leitete er die Groupe instrumental romand (GIR), für die er mit Luc Hoffmann und Stuff Combe Arrangements schrieb und komponierte. 2013 leitete Seidel die Big Band de Suisse romande. Im Bereich des Jazz war er zwischen 1967 und 1998 an 38 Aufnahmesessions beteiligt, u. a. mit der Groupe Instrumental Romand (40 ans de Jazz Genevois), Alain Guyonnet, Tony Scott, Pierre Guyonnet, der DRS Big Band und der Big Band de Lausanne.